# Clotho (Camille Claudel)
Clotho ("Cloto") è una scultura di Camille Claudel della quale sono note due versioni: una realizzata nel 1893 in gesso e un'altra in marmo, oggi perduta, del 1897.

## Soggetto
Nella mitologia greca, le Moire rappresentavano il destino (come le Parche nella mitologia romana). Cloto era la più giovane tra di loro ed era incaricata di tessere i fili del destino con la sua conocchia. Questi fili rappresentavano la vita umana e le sue decisioni corrispondevano al destino di tutti gli individui della società. Essendo una delle tre Moire, Cloto appare in miti diversi della mitologia greca.

## Descrizione
Nella mitologia greca, Cloto è una delle figlie di Zeus, la più giovane delle tre Moire che si occupavano del destino umano, pertanto viene interpretata come una personificazione del destino. Quest'opera claudeliana è commovente per la plasticità delle sue forme. La scultura con cui lo spettatore si trova di fronte è immensa e straziante, ed emana una sensazione di tormento, di tristezza e di solitudine.
Claudel raffigurò Cloto come una vecchia donna decrepita con le carni segnate dal tempo, i lineamenti taglienti e gli occhi infossati nelle orbite marcate. La sua testa sembra avvolta da una rete, simile al filo da lei tessuto, anche se quella potrebbe essere benissimo la sua chioma lunghissima. La sua magrezza è tale che si può intravedere la gabbia toracica sotto la sua pelle nuda. Le braccia sembrano bilanciare con la loro posizione il peso dei capelli, dei quali questa figura è anche intrappolata, in una scena di movimento dinamico. Cloto sembra volersi liberare da questa matassa che la avvolge.
Non si tratta dell'unica opera di Camille Claudel basata su questa figura mitologica, dato che nel 1893 ella aveva realizzato un Torso di Cloto, forse un bozzetto per questa scultura. Anche in questo caso il personaggio è una vecchia decrepita con le orbite vuote, il volto pieno di rughe e con la testa calva leggermente inclinata di lato. È probabile che a posare per quest'opera sia stata Maria Caira, una modella italiana attiva anche negli studi di Auguste Rodin e Jules Desbois. 